# Droga międzynarodowa M05 (Ukraina)
Droga magistralna M05 (ukr. Автомагістраль M 05) − droga na Ukrainie w ciągu trasy europejskiej E95. Umożliwia dojazd z Kijowa do Odessy. Droga dwujezdniowa.

## Ważniejsze miejscowości leżące na trasie M05
- Kijów
- Wasylków
- Biała Cerkiew
- Humań
- Odessa